# یواخیم گوتشایک
یواخیم گوتشایک (آلمانی: Joachim Gottschalk؛ ۱۰ آوریل ۱۹۰۴ – ۶ نوامبر ۱۹۴۱) بازیگر تئاتر و بازیگر سینما اهل آلمان بود.